# Югэн
Югэ́н (яп. 幽玄 «сокровенный, тайный, мистический») — эстетическая категория в японской культуре, обозначающая интуитивное, предполагаемое, нежели явное, очевидное восприятие сущности объекта (в основном природы, иногда — произведения искусства). Обозначает скорее символическое восприятие явления природы или прообраза произведения. Входит в число Десяти форм прекрасного, описанных поэтом Фудзиварой Тэйка. Дзэами Мотокиё понимал под югэн присутствие элегантности, спокойствия и глубину.

## Этимология и содержание термина
Оба иероглифа, образующих понятие «югэн» (幽玄 [yūgen]), имеют следующие значения: 1) скрытый, уединенный, 2) потустороннее. Их сочетание обозначает «непознаваемость», «тайну», «темноту» (но не «полную тьму»). Согласно Дайсэцу Т. Судзуки, югэн не может быть точно определён, представлен в «свете объективности» и разложен аналитически, тем не менее, он может переживаться, о нем может вестись разговор.

Он скрыт за облаками, однако не выпадает совсем из поля зрения, поскольку мы чувствуем его присутствие, его тайное сообщение, переданное через тьму, какой бы непроницаемой она ни казалась интеллекту. Это ощущение «всего во всем». Действительно, облачность, или темнота, или неопределенность характерны для этого чувства. Но было бы большой ошибкой принимать облачность за то, что не имеет опытной ценности, что лишено смысла для нашей повседневной жизни. Нам следует помнить, что реальность, или источник всех вещей, — качество, непонятное человеческому разумению, но мы можем прочувствовать его самым непосредственным образом.
— Дайсэцу Судзуки

## История возникновения
Югэн входит в японскую эстетику в XII в. в связи с изменением интеллектуальной среды, вызванным проникновением на территорию Японии дзэн-буддизма (кит. чань-буддизма). Новый эстетический идеал постепенно подменяет собой моно-но аварэ, переводя внимание с уникальности и неповторимой красоты отдельной вещи на породившую её реальность, основу мира. Большее значение теперь приобретает не поиск «души» вещи, а нахождение за актуальным потенциального, пустоты (шуньяты). Как следствие, в литературе развивается символизм, чувственные переживания помещаются в интеллектуальный подтекст эфемерности жизни и пустотности бытия. По мнению М. Ивата, высказанному в докладе «Эстетика без души», эта традиция хорошо прослеживается в творчестве Ясунари Кавабата.
Нацеленность на усмотрение за единичным всеобщего, космоса можно увидеть в заповеди школы икебана Тэсигахара:

«Даже в одном цветке и в одной ветке должна быть отражена великая природа».

Одновременно появляется вспомогательный термин «ёдзё» — «избыточное чувство», примерно означающий совокупность чувств, возникающих в человеке в ответ на обнаружение скрытой основы мира, но не способных прорваться вовне, быть ясно выраженными.

## Характерные черты югэн
Одной из основных черт категории югэн является невыразимость. Очевидное сменяется потаенным; конечную реальность, скрытую за предметом, нельзя точно определить, глубинные чувства нельзя изобразить на лице, выразить прямо, можно лишь намекнуть на них, дать знать о их существовании, чтобы зритель или читатель смог нащупать их в себе. Особенно ярко это может быть показано на примере театра Но, где самые сильные эмоции выражаются прекращением движения, «тишиной» позы. Также постановкам Но свойственно использование тени, которая передает тайну, заставляет предполагать многообразие возможностей и снимает отчетливость происходящего.
Югэн отражает незавершенность, таинственность становления, а также размытость черт, невозможность сфокусироваться на предмете и получить о нем полное представление. Для выражения этих состояний в литературе используются образы заката, утренних и вечерних сумерек, звездного неба и света луны, тумана, зыбкой дымки от костра и пр. Задача мастеров слова состоит в том, чтобы вызвать «ощущение дали, таинственности, неопределенности и почти нереальности».
Примеры в поэзии:

В сумраке вечера

Осенний вихрь над полями

Пронзает душу…

Перепелиная жалоба!

Селенье Глубокие травы.
— Фудзивара-но Тосинари

Думами устремляюсь

К ладье, что вот-вот исчезнет

За островом в бухте Акаси,

Едва различимому

В зыбкой утренней дымке.

Этот бренный мир!

С чем сравнить могу тебя?..

Рано на заре

Так от берега ладья

Отплывает без следа…
— Из «Манъёсю»
Помимо того, что предмет может быть едва различим для глаза в сумерках или в тумане, он может быть окружен и особой «дымкой времени», также размывающей границы его существования. В связи с этим в литературе часто проскальзывает мотив размышления о прошлом, погружения в мысли о преходящем в мире, ускользающей как сновидение реальности, что можно наблюдать на примере творчества Фудзивара-но Тосинари и Фудзивара-но Тэйка:

Кто вновь

Под цветущими померанцами

Вспомнит обо мне,

Когда и я далеким,

«Давним другом» стану?

Надейся и верь,

Лишь одно полагая опорой —

Нами данный обет,

А весь этот горестный мир —

Сон мимолетный, не более.
— Фудзивара-но Тосинари

В кои веки, бывало,

Друзья посетят меня…

Дальнее воспоминанье!

В саду моём с давних пор

Людские следы исчезли.
— Фудзивара-но Тэйка (Садайэ)

Из книги Алана Уотса «Книга о табу на знание о том, кто ты»:

Ведь очень трудно заметить что-то такое, для чего в нашем языке нет какого-нибудь обозначения — словесного, математического или музыкального. Вот почему мы заимствуем слова из других языков. В английском языке, например, нет обозначения для переживания, которое японцы называют югэн. Поэтому понять то, что они описывают этим словом, мы сможем только тогда, когда сами откроемся для подобных переживаний.
«Наблюдать, как солнце заходит за холм, покрытый травами и цветами, идти вперед все дальше и дальше по огромному лесу, не задумываясь о том, пора ли возвращаться, стоять на берегу и видеть, как лодка исчезает из виду за далекими островами в море, созерцать полет диких гусей, которые были видны, а затем затерялись среди облаков» (Сэами). Всё это югэн, но что общего имеют эти переживания?

Из книги Всеволода Овчинникова «Ветка сакуры»:

Югэн, или прелесть недосказанности, — это та красота, которая скромно
лежит в глубине вещей, не стремясь на поверхность. Её может вовсе не
заметить человек, лишённый вкуса или душевного покоя.

Трепет по отношению к старинным вещам, отпечаткам былого сохраняется и в другой эстетической категории — ваби-саби.